# Marcillac-Lanville
Marcillac-Lanville ist eine französische Gemeinde mit 509 Einwohnern (Stand 1. Januar 2022) im Département Charente in der Region Nouvelle-Aquitaine (vor 2016 Poitou-Charentes); sie gehört zum Arrondissement Cognac und zum Kanton Val de Nouère. 

## Geographie
Marcillac-Lanville liegt etwa 25 Kilometer nordnordwestlich von Angoulême. Umgeben wird Marcillac-Lanville von den Nachbargemeinden Aigre (mit Aigre und Villejésus) im Norden und Nordosten, Fouqueure im Nordosten, Ambérac im Osten, La Chapelle im Südosten, Genac-Bignac im Süden, Gourville im Südwesten sowie Mons im Westen und Nordwesten.

## Bevölkerungsentwicklung
| 1962                       | 1968 | 1975 | 1982 | 1990 | 1999 | 2006 | 2018 |
| -------------------------- | ---- | ---- | ---- | ---- | ---- | ---- | ---- |
| 640                        | 564  | 576  | 551  | 534  | 565  | 584  | 502  |
| Quellen: Cassini und INSEE |      |      |      |      |      |      |      |

## Sehenswürdigkeiten
- Ruine des Priorats Notre-Dame von Lanville aus dem 12. Jahrhundert, Monument historique seit 1942, mit Kirche Saint-Michel
- Schloss Marcillac, ursprünglich als Festung im 9. Jahrhundert erbaut

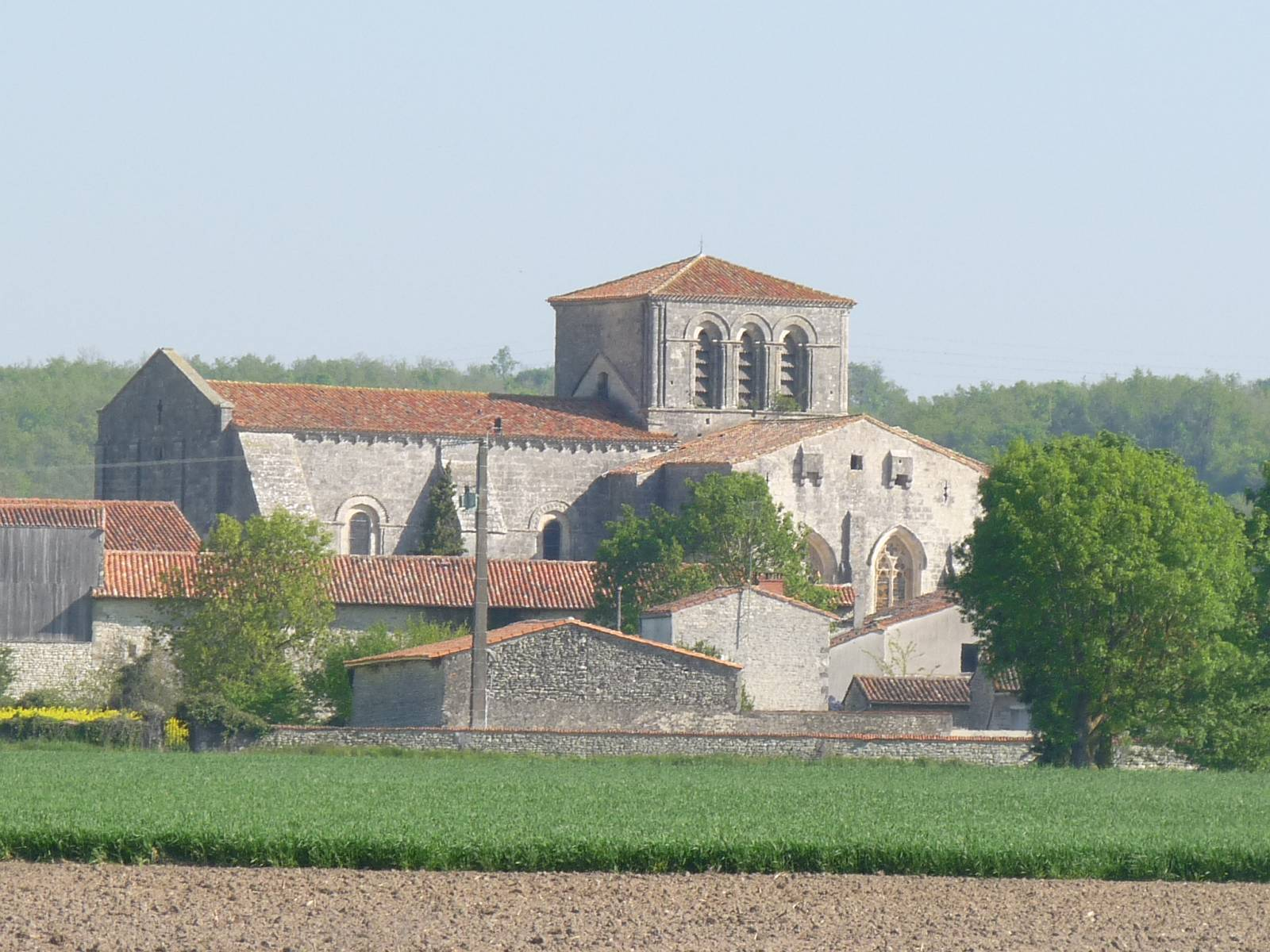
Kirche Saint-Michel